# Parsis
Els parsis (literalment "perses") són els membres d'una comunitat ètnica de zoroastrisme que practica el zoroastrisme. Descendeixen dels perses zoroastrians que van emigrar al subcontinent indi durant i després de la conquesta àrab-islàmica de l'Iran al segle vii i viii per fugir la persecució religiosa de l'islam. En representació de la majoria de les dues comunitats zoroastrianes del subcontinent indi, el poble parsi es diferencia culturalment, lingüísticament i socialment dels Iranians, els avantpassats zoroastrians dels quals van emigrar a Índia governada pels britànics del Qajar-era Iran. La paraula Parsi deriva del  idioma persa, i es tradueix literalment a persa (پارسی, Pārsi).
Segons l'èpica parsi del segle XVI Qissa-i Sanjan, la immigració de perses zoroastrians al subcontinent indi des del Gran Iran va continuar entre el segle VIII i el segle X. Els primers d'aquests migrants es van establir entre els hindús de l'actual Gujarat després que Jadi Rana, el rei de Sanjan.
Vers el 2006, es calculava que a l'Índia hi havia uns 90.000 parsis, al Pakistan uns 5.200 i el seu nombre total arreu del món s'estimava entorn dels 155.000. Molts dels indis parsis actuals es dediquen als negocis.
Al segle xviii, es van dividir en dues sectes per desavinences en relació amb el calendari, i gairebé tots els parsis d'avui dia pertanyen a una d'aquestes dues sectes. La literatura religiosa i ètica dels parsis és l'Avesta.
La funció clerical és hereditària i consideren que el foc és sagrat i purificador. Així, els sacerdots mantenen en els temples un foc encès en permanència al qual, els dies de festa, se li dediquen oracions i sacrificis. Antigament, per evitar la profanació, els parsis deixaven els seus morts exposats sobre uns edificis anomenats "torres del silenci" i els abandonaven als voltors, però aquesta pràctica ja no s'observa gaire.
El zoroastrisme havia servit com a religió estatal de l'Iran almenys des de l'època de l'Imperi aquemènida. No obstant això, la conquesta de l'Imperi Sassànida pel Califat de Rashidun va marcar l'inici de la Islamització de l'Iran, que va impulsar gran part de la població de majoria zoroastriana a convertir a l'Islam o fugir, tot i que diverses figures iranianes es van mantenir en revolta activa contra l'exèrcit de Rashidun i els posteriors califats islàmics durant gairebé 200 anys després de l'enfonsament del Imperi Sasànide. No obstant això, el zoroastrisme va continuar disminuint i la majoria dels iranians s'havien convertit en musulmans segle X, desplaçant la concentració dels seguidors de la religió lluny de l' Altiplà iranià per primera vegada en la història registrada.
La comunitat parsi de parla gujarati representa la presència sostinguda més antiga del zoroastrisme a l'Índia i es diferencia legalment de la comunitat iraniana de parla dari zoroastriana. de l'època de la seva migració al país. Malgrat aquesta distinció legal, els termes "Parsi" i "Zoroastrian" són comunament intercanviables ambdues comunitats que no s'utilitzen habitualment. formen la població zoroastriana més gran del món. En particular, no hi ha diferències substancials entre els principis, conviccions i costums religiosos parsi i iranians.

## Definició i identitat
Segons l'Encyclopædia Britannica.
| «                          | Parsi, també escriu Parsee, membre d'un grup de seguidors a l'Índia del profeta persa Zoroastre. Els parsis, el nom dels quals significa "perses", són descendents dels zoroastrians perses que van emigrar a l'Índia per evitar la persecució religiosa dels musulmans. Viuen principalment a Bombai i en algunes ciutats i pobles principalment al sud de Bombai, però també algunes minories properes a Karachi (Pakistan) i Chennai. Hi ha una població parsi important a Pune així com a Bangalore. Algunes famílies parsi també resideixen a Kolkata i Hyderabad. Encara que no són, estrictament parlant, una casta, ja que no són hindús, formen una comunitat ben definida. Es desconeix la data exacta de la migració parsi. Segons la tradició, els parsis es van establir inicialment a Ormuz, al golf Pèrsic, però al trobar-se encara perseguits van embarcar cap a l'Índia, arribant al segle VIII. La migració, de fet, pot haver tingut lloc fins al segle X, o en tots dos. Es van establir primer a Diu a Kathiawar però aviat es van traslladar al sud de Gujarāt, on van romandre durant uns 800 anys com a petita comunitat agrícola. | » |
| — Encyclopædia Britannica, | |   |

El terme Pārsi, que en llengua persa és un gentilici que significa "habitant de la Pārs" i, per tant, "ètnica persa", no està testimoniat als textos zoroastrians indis fins al segle XVII. segle. Fins a aquest moment, aquests textos utilitzen constantment els termes d'origen persa Zartoshti "Zoroastrian" o Vehdin "[de] la bona religió". Els Setze Shlokas del segle XII, un text sànscrit en lloança dels parsis, és el primer ús testimoniat del terme com a identificador per als zoroastrians indis.
La primera referència als parsis en una llengua europea és del 1322, quan un monjo francès, Jordà de Catalunya, es refereix breument a la seva presència a Thane i Bharuch. Posteriorment, el terme apareix a les revistes de molts viatgers europeus, primer francesos i portuguesos, després anglesos, tots ells utilitzant una versió europeïtzada d'un terme aparentment local. Per exemple, el metge portuguès Garcia de Orta va observar l'any 1563 que "hi ha mercaders... al regne de Khambhat... conegut com Esparcis. Nosaltres portuguès crida'ls jueus, però no ho són. En una sentència legal de principis del segle XX (vegeu autopercepcions, a continuació), els jutges Davar i Beaman van afirmar (1909:540) que "Parsi" també era un terme utilitzat a l'Iran per referir-se a Zoroastrisme. assenyala que de la mateixa manera que la paraula "hindú" va ser utilitzat pels iranians per referir-se a qualsevol persona del subcontinent indi, "Parsi" va ser utilitzat pels indis per referir-se a qualsevol persona del Gran Iran, independentment de si en realitat eren persones d'ètnia persa. En qualsevol cas, el terme "parsi" en si mateix "no és necessàriament una indicació del seu origen iranià o "persa", sinó més aviat com un indicador, que es manifesta com a diverses propietats, de la identitat ètnica". A més, si l'herència fos l'únic factor en la determinació de l'ètnia, els parsis comptarien com a Partians segons el Qissa-i Sanjan.
El terme "parsisme" o "parsiisme", s'atribueix a Abraham Hyacinthe Anquetil-Duperron, qui a la dècada de 1750, quan encara no s'havia encunyat la paraula "zoroastrisme", va fer el primer informe detallat dels parsis i de Zoroastrisme, suposant erròniament que els parsis eren els únics seguidors de la religió.
A més de l'anterior, el terme "Parsi" (persa) existia fins i tot abans que es traslladessin a l'Índia:
- La referència més antiga als perses es troba a la inscripció assirià de Salmanassar III.(c. 854-824 BC)
- Darios el Gran (521-486 aC) estableix aquest fet quan registra la seva ascendència parsi per a la posteritat, "parsa parsahya puthra ariya ariyachitra", que significa "un persa, fill d'un persa, un ari, de la família ària" (Inscripció a Naqsh-e Rostam, prop de Persèpolis, Iran).
- A Outlines of Persian History, Dasturji Hormazdyar Dastur Kayoji Mirza, Bombai 1987, pp. 3–4 escriu: "Segons el text Pahlavi de Karnamak i Artakhshir i Papakan, a què fa referència l'astròleg indi Artakhshir (Sasànida rei, i fundador de l'Imperi) com a khvatay parsikan 'el rei dels perses'.
- Heròdot i Xenofont, els dos grans historiadors que van viure als segles III i IV aC, es referien als iranians com a perses.[23]

## Origen
Al llarg dels segles des que els primers zoroastrians van arribar a l'Índia, els parsis s'han integrat a la societat índia alhora que mantenien o desenvolupaven els seus propis costums i tradicions diferents (i, per tant, la identitat ètnica). Això al seu torn ha donat a la comunitat parsi una posició força peculiar: són majoritàriament indis en termes d'afiliació nacional, llengua i història, però no típicament indis en termes de consanguinitat o ètnia, pràctiques culturals, conductuals i religioses.

### Autopercepcions
La definició de qui és i no és un parsi és una qüestió de gran polèmica dins de la comunitat zoroastriana de l'Índia. Generalment s'accepta que un parsi és una persona que:
(a) descendeix directament dels refugiats perses originals, i
(b) ha estat admès formalment a la religió zoroastriana, mitjançant la cerimònia del navjote.
En aquest sentit, Parsi és un designador etno-religiós, la definició del qual és de contenció entre els seus membres, similar a la qüestió d'identitat entre els jueus.
Alguns membres de la comunitat també afirmen que un nen ha de tenir un pare parsi per ser elegible per introduir-se en la fe, però aquesta afirmació es considera per la majoria com una violació dels principis zoroastrians de la igualtat de gènere i pot ser un resta d'una antiga definició legal del terme parsi.
Una definició legal de Parsi que es cita sovint es basa en una sentència de 1909 (des de llavors anul·lada) que no només estipulava que una persona no podia convertir-se en Parsi convertint-se a la fe zoroastriana, sinó que també assenyalava:
| «                    | la comunitat Parsi està formada per: a) Parsis que són descendents dels emigrants perses originals i que són nascuts dels dos pares zoroastrians i que professen la religió zoroastriana; b) Iranis (aquí vol dir Irànics, no l'altre grup de zoroastrians indis) que professen la religió zoroastriana; c) els fills de pares parsi de mares alienes que han estat degudament admesos a la religió. | » |
| — sentència de 1909, | |   |

Aquesta definició va ser anul·lada diverses vegades. Els principis d'igualtat de la Constitució de l'Índia anul·len les restriccions de la patrilinealitat expressades a la tercera clàusula. La segona clàusula va ser impugnada i anul·lada el 1948. En apel·lació el 1950, es va confirmar la sentència de 1948 i tot el 1909 La definició es va considerar un obiter dictum: una opinió col·lateral i no vinculant legalment (reafirmada el 1966)

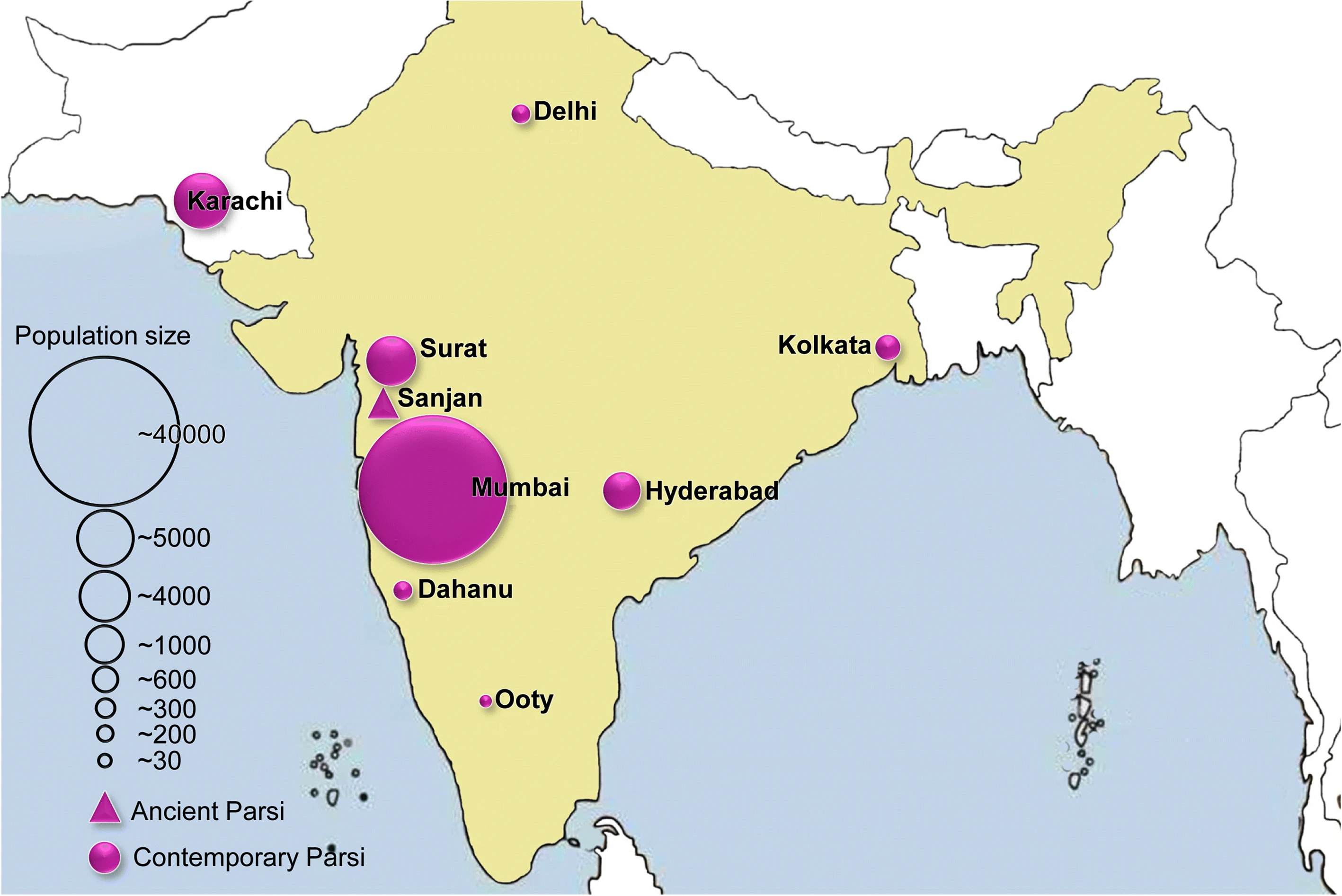
La distribució geogràfica dels moderns i antics Parsi a l'Índia i el Pakistan.

Segons el cens de l'Índia de 2011, hi ha 57.264 parsis a l'Índia. Segons la Comissió Nacional per a les Minories, hi ha "una varietat de causes que són responsables d'això declivi constant de la població de la comunitat”, els més significatius van ser la manca de fills i migració.
Si les tendències demogràfiques preveuen que l'any 2020 els parsis seran només 23.000. Aleshores, els parsis deixaran d'anomenar-se comunitat i seran etiquetats com a 'tribu'.
Una cinquena part de la disminució de la població s'atribueix a la migració. Hi ha comunitats parsi importants al Regne Unit, Austràlia, Canadà i els Estats Units. Una taxa de natalitat més lenta que la de mortalitat explica la resta: a partir del 2001, els parsis de més de 60 anys representen el 31% de la comunitat. Només el 4,7% de la comunitat parsi té menys de 6 anys, la qual cosa es tradueix en 7 naixements per any per cada 1.000 individus. la població en ràpid declivi de la comunitat parsi a l'Índia.

### Lligams amb l'Iran actual
Els parsis també han estat migrant a la pàtria tradicional de l'Iran i, tot i que el nombre de parsis que han tornat a l'Iran és reduït en comparació amb la comunitat zoroastriana general a l'Iran, la seva presència ha ajudat a enfortir els llaços entre les comunitats zoroastrianes iranianes i índies. Els parsis van tenir un paper important en la modernització de l'Iran, especialment al segle xx. Van servir com a recordatori de l'antiga herència de l'Iran, que era crucial per als iranians. Els parsis també van demostrar als iranians que era possible ser moderns i culturalment autèntics, i que el renaixement del zoroastrisme podria ser una manera de modernitzar la cultura iraniana tot conservant la seva identitat original.
Tant Reza I de l'Iran com Mohammad Reza Pahlavi van tenir un paper actiu en animar els parsis a invertir a l'Iran i contribuir al seu desenvolupament econòmic convidant-los a tornar a la seva terra natal. Durant la dinastia Pahlavi a l'Iran, la relació entre el zoroastrisme i la identitat nacional iraniana es va difuminar. Això va ser exemplificat per l'adopció de Reza Shah dels noms del calendari zoroastrià i la col·locació del símbol Fravahar en edificis governamentals destacats. A més, va mantenir una estreta relació amb el representant parlamentari zoroastrià, Keikhosrow Shahrokh, a qui li van confiar importants tasques governamentals.
Reza Shah també va simpatitzar amb els zoroastrians indis (Parsis) i va animar activament el seu retorn a l'Iran per invertir i ajudar a desenvolupar l'economia del país. El 1932, va convidar Dinshah Irani, líder parsi i fundador de l'Anjoman iranià zoroastrià i de la Lliga d'Iran a l'Índia, a visitar l'Iran com a part d'una delegació parsi Irani, va rebre honors de Reza Shah i se li va confiar un missatge per portar a la comunitat parsi de l'Índia.
| « | Vostès parsis sou tant fills d'aquest sòl com qualsevol altre iranià, i per tant teniu tant dret a fer-ho. tingueu la vostra part adequada en el seu desenvolupament com qualsevol altre nacional". Estimem que els recursos del nostre Imperi són fins i tot més grans que els d'Amèrica i, en fer-los servir, podeu fer la vostra part adequada. No volem que vingueu tota maleta i equipatge; només espera una mica i mira. Si trobeu que la proposta és beneficiosa tant per a vosaltres com per a aquesta terra, aleshores veniu i us saludarem amb els braços oberts, com puguem. Els nostres estimats germans i germanes. L'Iran és un vast país embarassat amb molts avantatges i camps frescos a l'espera de desenvolupament. Suggerim que els parsis, que encara són els fills de l'Iran, tot i que estan separats d'ella, haurien de considerar aquest país d'avui com a propi, diferenciar-lo del seu passat immediat i esforçar-se per treure'n beneficis dels seus desenvolupaments. | » |
| — | |   |

A la dècada de 1930, Parsis va discutir la idea de comprar terres a l'Iran per crear una colònia parsi. Sir Hormusji C. Adenwala va proposar recaptar fons a Bombai per a aquest propòsit, amb el suport del govern iranià i Reza Shah. Alguns parsis ja s'havien reassentat a l'Iran abans des de l'època de Maneckji Hataria. L'Iran League Quarterly va proporcionar informació sobre aspectes legals i econòmics de la compra de terres. Es va suggerir que la terra prop de Bandar-e Shapur era especialment valuosa a causa dels plans governamentals per al port. La fabricació tèxtil es va veure com una àrea potencial per a la inversió dels parsi, que va portar a l'establiment de la fàbrica tèxtil de Khorsovi a Mashhad (basada en acords de propietat conjunts entre parsi i iranià). També es va parlar de la combinació. empreses industrials i agrícoles en aquestes colònies.

### Altres estadístiques demogràfiques
La proporció de gènere entre els parsis és inusual: a partir del 2001, la proporció d'homes a dones era de 1.000 homes a 1.050 dones (des de 1.024 el 1991), a causa principalment de l'alta mitjana d'edat de la població (les dones grans són més freqüents que les persones grans). homes). L'any 2001 la mitjana nacional a l'Índia era de 1.000 homes i 933 dones.
Els parsis tenen un índex d'alfabetització alt; a partir del 2001, la taxa d'alfabetització és del 99,1%, la més alta de qualsevol comunitat índia (la mitjana nacional era del 78,5%). El 97,1% dels parsis resideixen a àrees urbanes (la mitjana nacional és del 27,8%). La llengua materna parsis és Gujarati. A la zona del Gran Bombai, on la densitat de parsis és més alta, al voltant del 13% de les dones parsi i al voltant del 24% dels homes parsi no es casen.

## Història

### Arribada al subcontinent indi
Segons el Qissa-i Sanjan, l'únic relat existent dels primers anys dels refugiats zoroastrians a l'Índia compost almenys sis segles després de la seva data provisional d'arribada, el primer grup d'immigrants es va originar del Gran Khorasan. Aquesta regió històrica d'Àsia Central es troba en part al nord-est de l'Iran, on constitueix la moderna província de Khorasan, part de l'oest/nord de l'Afganistan i en part en tres repúbliques d'Àsia Central, a saber, Tadjikistan, Turkmenistan i Uzbekistan.
Segons la Qissa, el governant local, Jadi Rana, va concedir als immigrants el permís de quedar-se amb la condició que adoptessin la llengua local ( gujarati) i que les seves dones adoptessin el vestit local (el sari). Els refugiats van acceptar les condicions i van fundar l'assentament de Sanjan, que es diu que va rebre el nom de la ciutat del seu origen (Sanjan, prop de Merv, l'actual Turkmenistan). Aquest primer grup va ser seguit per un segon grup del Gran Khorasan als cinc anys del primer, i aquesta vegada amb instruments religiosos (l' alat). A més d'aquests "folk de muntanya" khorasani o kohistani, com es diu que es van anomenar inicialment els dos grups inicials, es diu que almenys un altre grup va venir per terra des de Sari, Iran.

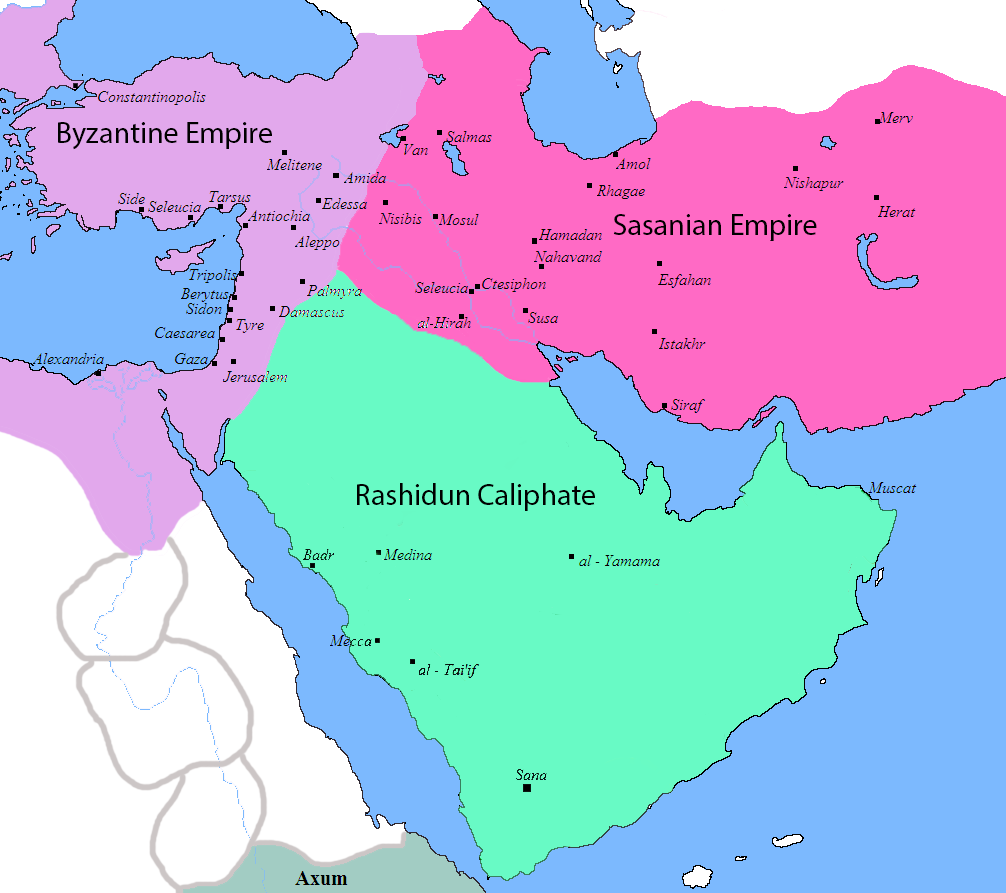
Mapa de l'Imperi Sassànida i les regions circumdants a la vigília de la conquesta musulmana de Pèrsia

Encara que es creu que el grup Sanjan va ser els primers colons permanents, la data precisa de la seva arribada és una qüestió de conjectures. Totes les estimacions es basen en la Qissa, que és vaga o contradictòria pel que fa a alguns períodes transcorreguts. En conseqüència, s'han proposat tres dates possibles -716, 765 i 936- com a any de desembarcament, i el desacord ha estat la causa de "moltes batalles intenses... entre parsis". Com que les dates no s'esmenten específicament als textos parsi anteriors al segle XVIII, qualsevol data d'arribada és per força una qüestió d'especulació. La importància dels Qissa rau, en qualsevol cas, no tant en la seva reconstrucció dels esdeveniments com en la seva representació dels parsis –en la manera com s'han vist a si mateixos– i en la seva relació amb la cultura dominant. Com a tal, el text juga un paper crucial en la configuració de la identitat parsi. Però, "encara que s'arribi a la conclusió que la crònica basada en la transmissió verbal no és més que una llegenda, encara continua sent, sens dubte, un document extremadament informatiu per a la historiografia parsis".
L'historiògraf àrab del segle IX Al-Masudi assenyala breument els zoroastrians amb temples de foc a al-Hind i a al-Sindh. Hi ha proves d'individus parsis que resideixen a Sindh als segles X i XII, però es creu que la comunitat moderna actual data de l'arribada britànica a Sindh. A més, per als iranians, els ports de Gujarat es trobaven a les rutes marítimes que complementaven la Ruta de la Seda terrestre i hi havia àmplies relacions comercials entre les dues regions. El contacte entre iranians i indis ja estava ben establert fins i tot abans de l'era comuna, i tant els Purana com el Mahabharata utilitzen el terme Parasikas per referir-se als pobles a l'oest del riu Indus.
"Les llegendes parsi sobre la migració dels seus avantpassats a l'Índia representen una banda assetjada de refugiats religiosos que escapen de la nova regla després de les conquestes musulmanes per preservar la seva antiga fe". Tanmateix, mentre que els assentaments parsi van sorgir definitivament al llarg de la costa occidental del subcontinent indi després de la conquesta àrab de l'Iran, no és possible afirmar amb certesa que aquestes migracions es van produir com conseqüència de la persecució religiosa contra els zoroastrians. Si es considera vàlida la data "tradicional" del segle VIII (tal com es dedueix de la Qissa), cal suposar "que la migració va començar mentre el zoroastrisme encara era la religió predominant a l'Iran i els factors econòmics van predominar en la decisió inicial de migrar". Això hauria estat particularment el cas si, com suggereix el Qissa, els primers parsis provinguessin originàriament del nord-est (és a dir, Àsia Central) i abans haguessin estat dependents del comerç de la Ruta de la Seda. Tot i això, al segle XVII, Henry Lord, capellà de la Companyia anglesa de les Índies Orientals, va assenyalar que els parsis van arribar a l'Índia buscant " llibertat de consciència", però simultàniament van arribar com "comerciants dirigits a les costes de l'Índia, en curs de comerç" i mercaderia".

### Primers anys
El Qissa té poc a dir sobre els esdeveniments que van seguir l'establiment de Sanjan i es limita a una breu nota sobre l'establiment del "Foc de la Victòria" (persa mitjà: Atash Bahram) a Sanjan i el seu posterior trasllat a Navsari. Segons Dhalla, els segles següents van ser "plens de dificultats" (sic) abans que el zoroastrisme "aconseguissin un lloc real a l'Índia i assegurés als seus seguidors alguns mitjans de subsistència en aquest nou país de la seva adopció".
Dos segles després del seu desembarcament, els parsis van començar a establir-se en altres parts de Gujarat, fet que va comportar "dificultats per definir els límits de la jurisdicció sacerdotal". Aquests problemes es van resoldre el 1290 mitjançant la divisió de Gujarat en cinc panthaks (districtes), cadascun sota la jurisdicció d'una família sacerdotal i els seus descendents. (Les continues disputes sobre la jurisdicció sobre l' Atash Bahram van fer que l'incendi es traslladés a Udvada el 1742, on avui la jurisdicció es comparteix per rotació entre les cinc famílies panthak).
Les inscripcions a les coves de Kanheri prop de Bombai suggereixen que almenys fins a principis del segle XI, el persa mitjà encara era la llengua literària del sacerdoci hereditari de Zoroastri. No obstant això, a part de les inscripcions de Qissa i Kanheri, hi ha poques evidències dels parsis fins als segles XII i XIII, quan es van començar a preparar traduccions "magistrals" al sànscrit i transcripcions de l'Avesta i els seus comentaris. D'aquestes traduccions Dhalla dedueix que "els estudis religiosos es van perseguir amb gran zel en aquest període" i que el domini del persa mitjà i el sànscrit entre els clergues "era d'un ordre superior".
Des del segle XIII fins a finals del segle XVI, els sacerdots zoroastrians de Gujarat van enviar (en total) vint-i-dues peticions d'orientació religiosa als seus correligionaris a l'Iran, presumiblement perquè consideraven que els zoroastrians iranians "més informats en qüestions religioses que ells mateixos"., i deuen haver conservat la tradició antiga amb més fidelitat que ells mateixos".  Aquestes transmissions i les seves respostes –assíduament conservades per la comunitat com les rivayats (epístoles)– abasten els anys 1478–1766 i tracten tant temes religiosos com socials. Des d'un punt de vista superficial del segle XXI, algunes d'aquestes ithoter ("preguntes") són notablement trivials, per exemple, Rivayat 376: si la tinta preparada per un no zoroastrià és adequada per copiar textos en llengua avestà, però proporcionen una visió de discerniment. en les pors i ansietats dels primers zoroastrians moderns. Així, la qüestió de la tinta és simptomàtica de la por a l'assimilació i a la pèrdua de la identitat, un tema que domina les preguntes plantejades i que continua sent un tema al segle XXI. Així també la qüestió de la conversió de Juddin s (no zoroastrians) al zoroastrisme, a la qual la resposta (R237, R238) va ser: acceptable, fins i tot meritòria.
No obstant això, "la precària condició en què van viure durant un període considerable els va fer impracticable mantenir el seu antic zel proselitista . La por instintiva a la desintegració i l'absorció en les grans multituds entre les quals vivien va crear en ells un esperit d'exclusivitat i un fort desig de preservar les característiques racials i els trets distintius de la seva comunitat Viure en una atmosfera sobrecarregada amb el sistema de castes hindú que la seva pròpia seguretat residia en envoltar el seu plec amb barreres rígides de casta". Tot i així, en algun moment (possiblement poc després de la seva arribada a l'Índia), els zoroastrians –potser determinant que l'estratificació social que havien portat amb ells no era sostenible a la petita comunitat– van eliminar tot menys el sacerdoci hereditari (anomenat asronih) . a l'Iran sassànida). Les finques restants: els (r)atheshtarih (noblesa, soldats i funcionaris), vastaryoshih (agricultors i ramaders), hutokshih (artesans i obrers) – es van agrupar en una classe global coneguda avui com a behdini ("seguidors de daena ", per a la qual "bona religió" és una traducció). Aquest canvi tindria conseqüències de gran abast. D'una banda, va obrir fins a cert punt el fons genètic, ja que fins aleshores els matrimonis entre classes eren extremadament rars (això continuaria sent un problema per al sacerdoci fins al segle XX).

### Edat de l'oportunitat
Arran del tractat comercial a principis del segle XVII entre l'emperador mogol Jahangir i Jaume I d'Anglaterra, la Companyia de les Índies Orientals va obtenir els drets exclusius per residir i construir fàbriques a Surat i altres zones. Molts parsis, que fins aleshores vivien en comunitats agrícolas de tot Gujarat, es van traslladar als assentaments dirigits pels anglesos per ocupar els nous llocs de treball que s'ofereixen. El 1668 la Companyia Anglesa de les Índies Orientals va arrendar les Set Illes de Bombai a Carles II d'Anglaterra . La companyia va trobar que el port profund de la costa est de les illes era ideal per establir el seu primer port al subcontinent, i el 1687 van traslladar la seva seu de Surat a l'assentament incipient. Els parsis van seguir i aviat van començar a ocupar càrrecs de confiança en relació amb el govern i les obres públiques.
Allà on abans l'alfabetització havia estat domini exclusiu del sacerdoci, a l'època del Raj britànic, les escoles britàniques a l'Índia van proporcionar als nous joves parsi els mitjans no només per aprendre a llegir i escriure, sinó també per ser educats en el sentit més gran. del terme i familiaritzar-se amb les peculiaritats de l'establishment britànic. Aquestes capacitats van ser enormement útils per als parsis, ja que els van permetre "representar-se com els britànics", cosa que van fer "de manera més diligent i eficaç que potser qualsevol altra comunitat del sud d'Àsia".  Mentre que les autoritats colonials sovint veien els altres indis "com a passius, ignorants, irracionals, submisos exteriorment però interiorment enganyosos", es va veure que els parsis tenien els trets que les autoritats tendien a atribuir-se a si mateixos. Johan Albrecht de Mandelslo (1638) els va veure "diligents", "conscients" i "hàbils" en les seves activitats mercantils. Observacions similars faria James Mackintosh, enregistrador de Bombai de 1804 a 1811, que va assenyalar que "els parsis són un petit romanent d'una de les nacions més poderoses del món antic, que, volant de la persecució a l'Índia, van ser durant moltes edats. Perduts en l'obscuritat i la pobresa, fins que finalment es van trobar amb un govern just sota el qual ràpidament es va convertir en un dels mercantils més populars. cossos a Àsia".
Un d'ells era un agent emprenedor anomenat Rustom Maneck. El 1702, Maneck, que probablement ja havia acumulat una fortuna sota els holandesos i els portuguesos, va ser nomenat primer corredor de la Companyia de les Índies Orientals (adquirint el nom de "Seth" en el procés), i els anys següents "ell i els seus parsi". associats van ampliar els horitzons laborals i financers de la comunitat parsi més gran". Així, a mitjans del segle XVIII, les cases de corretatge de la presidència de Bombai estaven gairebé totes en mans parsi. Com va assenyalar James Forbes, el col·leccionista de Broach (ara Bharuch ), a les seves Memòries orientals (1770): "molts dels principals comerciants i propietaris de vaixells a Bombai i Surat són parsis". "Actives, robustes, prudents i perseverants, ara formen una part molt valuosa dels súbdits de la companyia a les costes occidentals d'Hindustan, on són molt estimats". Al segle XVIII, els parsis amb les seves habilitats en la construcció de vaixells i el comerç es van beneficiar molt del comerç entre l'Índia i la Xina. El comerç era principalment de fusta, seda, cotó i opi. Per exemple, Jamsetjee Jejeebhoy va adquirir la major part de la seva riquesa a través del comerç de cotó i opi A poc a poc certes famílies "va adquirir riquesa i protagonisme (Sorabji, Modi, Cama, Wadia, Jeejeebhoy, Readymoney, Dadyseth, Petit, Patel, Mehta, Allbless, Tata)., etc.), molts dels quals destacarien per la seva participació en la vida pública de la ciutat, i per les seves diverses empreses educatives, industrials i benèfiques").

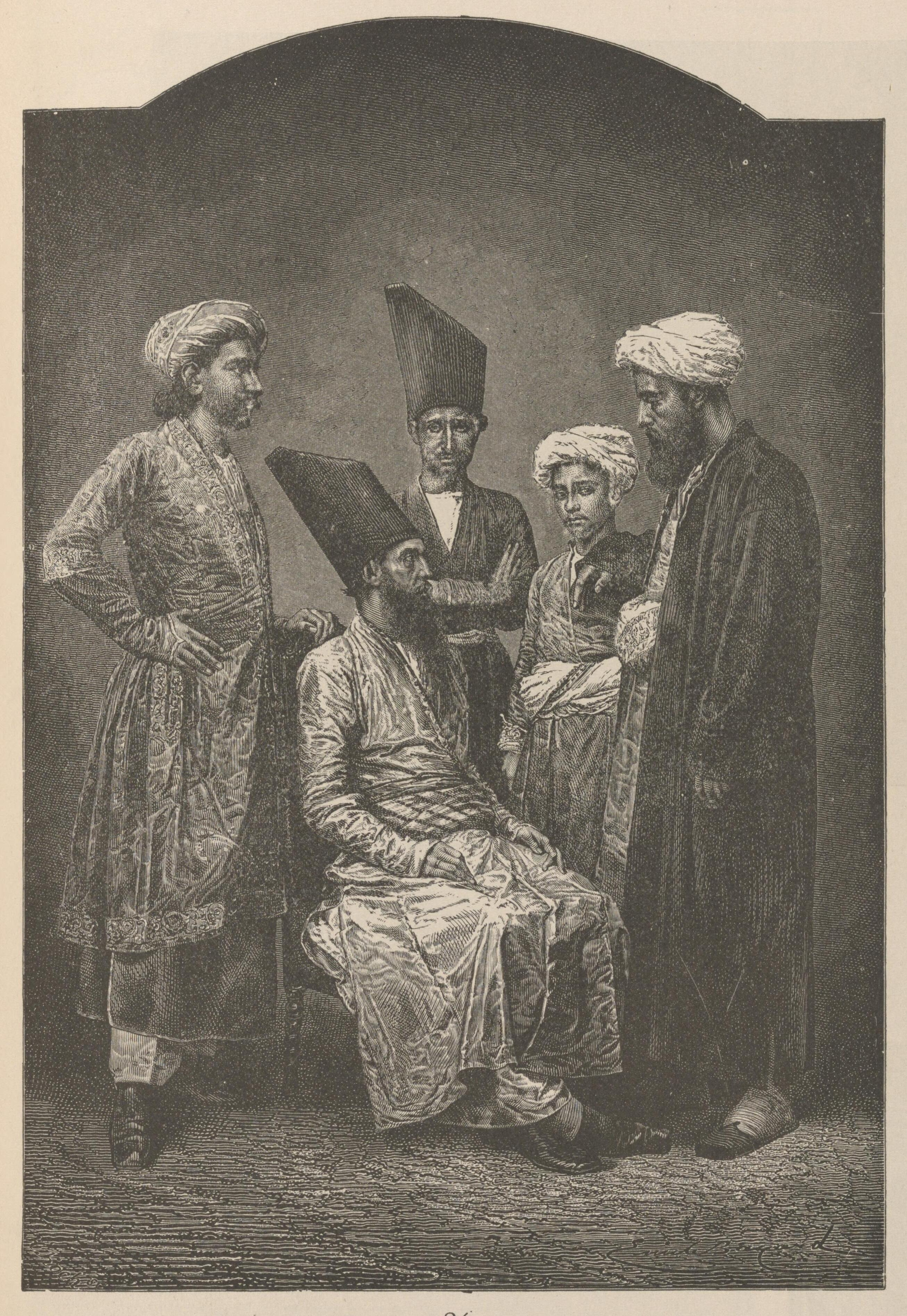
"Parsis de Bombai", un gravat en fusta, ca. 1878

A través de la seva generositat, Maneck va ajudar a establir la infraestructura necessària perquè els parsi s'instal·lessin a Bombai i, en fer-ho, "va establir Bombai com el centre principal d'habitacions i treballs dels parsi a la dècada de 1720". Després de l'aïllament polític i econòmic de Surat a les dècades de 1720 i 1730 que va resultar dels problemes entre les autoritats mogols (remanents) i els cada cop més dominants Marathas, diverses famílies parsi de Surat van emigrar a la nova ciutat. Mentre que el 1700 "menys d'un grapat d'individus apareixen com a comerciants en qualsevol registre; a mitjan segle, els parsis dedicats al comerç constituïen un dels grups comercials importants a Bombai". Per cert, la generositat de Maneck és també la primera instància documentada de la filantropia parsi. L'any 1689, el capellà anglicà John Ovington va informar que a Surat la família "ajuda als pobres i està disposada a proporcionar el sosteniment i la comoditat d'aquells que el volen. una generosa caritat de temporada per als malalts i miserables, no deixi a ningú sense socors, ni pateix cap captaire en tota la seva tribu".
El 1728, el fill gran de Rustom, Naoroz (després Naorojee) va fundar el Bombay Parsi Panchayet (en el sentit d'un instrument per a l'autogovern i no en el sentit de la confiança que és avui) per ajudar els parsis nouvinguts en els aspectes religiosos, socials, legals i qüestions financeres. Utilitzant els seus immensos recursos, la família Maneck Seth va donar el seu temps, energia i recursos econòmics gens menyspreables a la comunitat parsi, amb el resultat que a mitjans del segle XVIII, el Panchayat era el mitjà acceptat per als parsis per fer front a les exigències urbanes. la vida i l'instrument reconegut per regular els afers de la comunitat. No obstant això, el 1838 el Panchayat va ser atacat per impropietat i nepotisme. El 1855, el Bombay Times va assenyalar que el Panchayat no tenia l'autoritat moral o legal per fer complir els seus estatuts (els Bundobusts o codis de conducta) i el consell aviat va deixar de ser considerat representant de la comunitat. Arran d'una decisió del juliol de 1856 del Comitè Judicial del Consell Privat que no tenia jurisdicció sobre els parsis en qüestions de matrimoni i divorci, el Panchayat es va reduir a poc més que un "Tribunal Matrimonial Parsi" reconegut pel govern. Tot i que el Panchayat finalment es restabliria com a administrador de la propietat de la comunitat, finalment va deixar de ser un instrument per a l'autogovern.
Aproximadament al mateix temps que el paper del Panchayat anava en declivi, van sorgir una sèrie d'altres institucions que substituirien el paper del Panchayat per contribuir a la sensació de cohesió social que la comunitat buscava desesperadament. A mitjans del segle XIX, els parsis eren molt conscients que el seu nombre estava disminuint i veien l'educació com una possible solució al problema. El 1842 Jamsetjee Jejeebhoy va establir el Fons de Benevolencia Parsi amb l'objectiu de millorar, mitjançant l'educació, la condició dels empobrits Parsis que encara viuen a Surat i els seus voltants. El 1849 els parsis van establir la seva primera escola (coeducativa, que era una novetat en aquell moment, però aviat es dividiria en escoles separades per a nens i nenes) i el moviment educatiu es va accelerar. El nombre d'escoles parsi es va multiplicar, però també es va assistir lliurement a altres escoles i col·legis. Acompanyat d'una millor educació i cohesió social, el sentit de distinció de la comunitat va créixer, i el 1854 Dinshaw Maneckji Petit va fundar el Fons de millora persa zoroastrià amb l'objectiu de millorar les condicions dels seus correligionaris menys afortunats a l'Iran. El fons va aconseguir convèncer una sèrie de zoroastrians iranians d'emigrar a l'Índia (on avui se'ls coneix com a Iranians) i els esforços del seu emissari Maneckji Limji Hataria van ser fonamentals per obtenir una remissió de la jizya per als seus correligionaris el 1882.
Als segles XVIII i XIX, els parsis havien emergit com "la gent més destacada de l'Índia en qüestions educatives, industrials i socials. Van arribar a l'avantguarda del progrés, van acumular grans fortunes i van donar munificentment grans sumes en caritat". Cap a finals del segle XIX, el nombre total de parsis a l'Índia colonial era de 85.397, dels quals 48.507 vivien a Bombai, la qual cosa constituïa al voltant del 6,7% de la població total de la ciutat, segons el cens de 1881.
No obstant això, el llegat del segle xix va ser un sentit d'autoconsciència com a comunitat. Els símbols culturals típicament parsi dels segles XVII i XVIII, com ara la llengua (una variant parsi del gujarati), les arts, l'artesania i els hàbits de confecció es van desenvolupar en el teatre, la literatura, els diaris, les revistes i les escoles parsi. Els parsis ara dirigien centres mèdics comunitaris, cossos d'ambulàncies, tropes d'escoltisme, clubs i lògies maçòniques . Tenien les seves pròpies fundacions benèfiques, urbanitzacions, institucions legals, tribunals i govern. Ja no eren teixidors i petits comerciants, però ara estaven establerts i dirigien bancs, molins, indústria pesant, drassanes i companyies navilieres. A més, fins i tot mantenint la seva pròpia identitat cultural, no van deixar de reconèixer-se com a indis nacionals, com va assenyalar Dadabhai Naoroji, el primer asiàtic que va ocupar un escó al Parlament britànic: "Si sóc hindú, mahometà, parsi., cristià, o de qualsevol altre credo, jo soc sobretot un indi El nostre país és l'Índia; Tot i que tenien un paper desmesurat en el moviment independentista indi, la majoria dels parsis es van oposar a la partició de l'Índia indivisa.

## Canvi en l'educació religiosa
A les dècades de 1860 i 1870, el lingüista Martin Haug va interpretar l'escriptura zoroastriana en termes cristians i va comparar els yazata amb els àngels del cristianisme. En aquest esquema, els Amesha Spentas són el seguici d'arcàngels d'Ahura Mazda, amb els hamkars com a host de suport dels àngels menors.
En el moment en què Haug va escriure les seves traduccions, la comunitat parsi (és a dir, els zoroastrians indis) estava sota una intensa pressió per part dels missioners anglesos i nord-americans, que van criticar severament els zoroastrians per —tal com ho va retratar John Wilson el 1843— "politeisme", que els missioners van argumentar que era molt menys que el seu propi "monoteisme". En aquell moment, el zoroastrisme no tenia teòlegs propis, i per tant els zoroastristes estaven mal equipats per presentar el seu propi cas. En aquesta situació, la contrainterpretació de Haug va ser un alleujament benvingut, i va ser (en general) acceptada amb gratitud com a legítima.
Les interpretacions de Haug es van difondre posteriorment com a zoroastrianes, que després van arribar a l'oest on es va veure que corroboraven Haug. Com la majoria de les interpretacions de Haug, aquesta comparació està avui tan ben arrelada que una glosa de "yazata" com "àngel" és gairebé universalment acceptada; tant en publicacions destinades a un públic general com en literatura acadèmica (no filològica).
La migració dels parsis a l'Índia va provocar un desconeixement religiós, fet que va generar dubtes en diversos temes, que els va fer enviar homes a l'Iran durant el domini musulmà per tal d'aprendre la religió dels zoroastrians a l'Iran. No obstant això, segons l'orientalista Arthur Christensen i diversos historiadors àrabs, la doctrina zoroastriana va canviar després de la caiguda de l'estat sassànida perquè els clergues zoroastrians van intentar salvar la seva religió de l'extinció modificant-la per assemblar-se a la religió dels musulmans. Perquè els zoroastrians no tinguessin cap motiu per convertir-se a l'islam, però això no va aconseguir impedir que els zoroastrians es convertissin a l'islam, i també va provocar l'aparició d'una nova versió del zoroastrisme que s'assemblava a l'islam i diferia del zoroastrisme de l'època sassànida.
Els components principals del zoroastrisme practicat per la comunitat parsi són els conceptes de puresa i contaminació (nasu), iniciació (navjot), oracions diàries, culte als temples del foc, matrimoni, funerals i culte general mitjançant la pràctica de bons pensaments, paraules i accions.

## Pràctiques religioses

### Puresa i contaminació
L'equilibri entre el bé i el mal està relacionat amb la idea de puresa i contaminació. Es considera que la puresa és l'essència mateixa de la pietat. L'objectiu de la contaminació és destruir la puresa mitjançant la mort d'un humà. Per tal d'adherir-se a la puresa, és el deure dels parsis continuar preservant la puresa dins del seu cos tal com Déu els va crear. Un sacerdot zoroastrià passa tota la seva vida dedicada a seguir una vida santa.
Els zoroastrians no s'inicien pel baptisme infantil. Els nens s'inicien en la fe quan tenen l'edat suficient per recitar algunes oracions requerides juntament amb el sacerdot en el moment de la cerimònia de Navjote, idealment abans d'arribar a la pubertat. Tot i que no hi ha una edat real per a la qual un nen s'hagi d'iniciar en la fe (preferiblement després de set anys), el Navjote no es pot realitzar en un adult. Si bé els parsi tradicionalment no fan Navjote per a adults (excepte en els casos en què es realitza per a descendents de Parsi que volen unir-se a la fe), l'equivalent zoroastrià iranià, el sedreh-pushti es pot fer a qualsevol edat per a aquells que es volen convertir.
La iniciació comença amb un bany ritual, després una pregària de neteja espiritual; el nen es canvia per uns pantalons de pijama blancs, un xal i una gorra petita. Després de les oracions introductòries, el nen rep els articles sagrats associats al zoroastrisme: una camisa i un cordó sagrats, sudre i kusti . Aleshores, el nen s'enfronta al sacerdot principal i es posa foc per representar Déu. Un cop el mossèn acaba amb les oracions, la iniciació del nen és completa i ha passat a formar part de la comunitat i la religió.

## Arqueogenètica

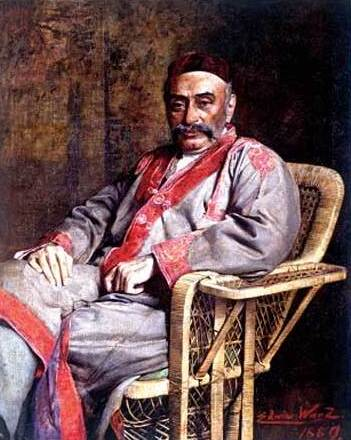
Jamsetji Tata, fundador del grup d'empreses Tata.

Les proves d'ADN genealògic han donat resultats contradictoris. Alguns estudis donen suport a l'afirmació parsi que han mantingut les seves arrels perses evitant els matrimonis mixts amb poblacions locals.
Un estudi publicat a Genome Biology basat en dades de SNP d'alta densitat ha demostrat que els parsis estan genèticament més a prop de les poblacions iranianes que dels seus veïns del sud d'Àsia. També comparteixen el nombre més alt d'haplotips amb els iranians actuals; Es va estimar que la barreja dels parsis amb poblacions índies es va produir fa aproximadament 1.200 anys. També es troba que els parsis estan genèticament més propers als iranians del Neolític que als iranians moderns que havien rebut recentment alguns gens del Pròxim Orient.

En aquell estudi de 2002 sobre l'ADN del cromosoma Y (patrilineal) dels parsis del Pakistan, es va determinar que els parsis estan genèticament més propers als iranians que als seus veïns.  Un estudi del 2023 va ser el primer a aprofundir en l'ascendència materna amb marcadors mitocondrials d'alta resolució. Van realitzar una anàlisi filogenètica detallada per inferir la seva afinitat genètica materna. Això va revelar que els mitogenomes Parsi, caracteritzats per l'haplogrup d'ADNmt M3a1 + 204, comparteixen un clade amb individus moderns de l'Orient Mitjà i del Sud-Àsia tant a l'arbre de màxima probabilitat com a l'arbre filogenètic bayesià. Aquest haplogrup també predominava entre la població medieval de la vall de Swat i es va observar en dos individus de Roopkund A. A la xarxa filogenètica, aquestes mostres comparteixen un haplotip amb mostres tant del sud d'Àsia com de l'Orient Mitjà. Així, l'ascendència materna dels primers colons parsi inclou components genètics similars a les poblacions del sud d'Àsia i de l'Orient Mitjà.

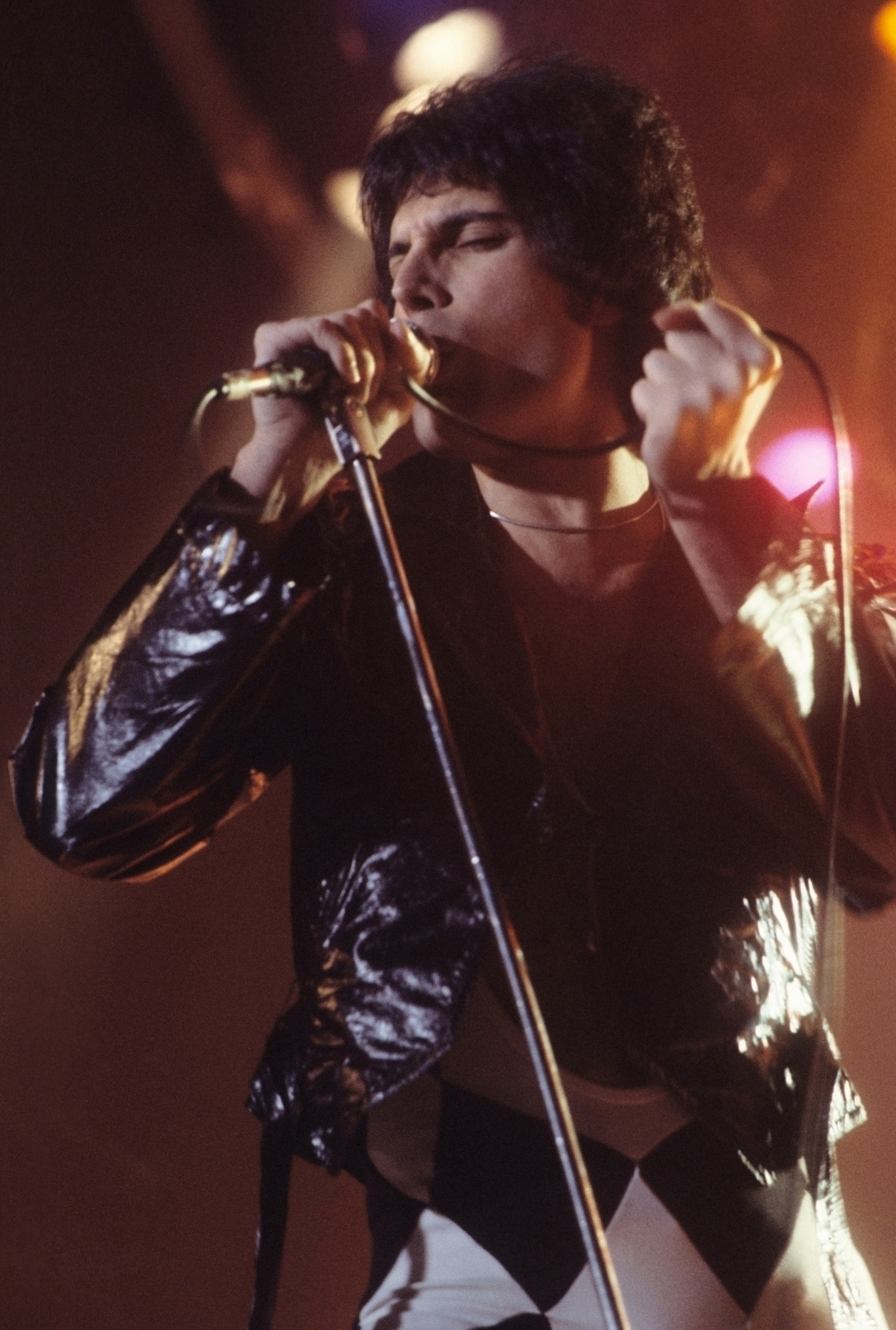
Freddie Mercury, cantant de la banda de rock Queen

El 2017, un estudi de recerca va descobrir que els parsis mostraven una afinitat genètica més forta amb els iranians del Neolític que amb els iranians moderns, que han experimentat una barreja més recent de l'Orient Pròxim. L'estudi també va identificar el 48% dels llinatges mitocondrials específics del sud d'Àsia en mostres antigues, que es podrien atribuir a l'assimilació de femelles locals durant l'assentament inicial o poden ser representatius dels llinatges mitocondrials que s'han extingit a l'Iran. Això faria que la genètica de la població de Parsis sigui d'uns 3/4 iranians i 1/4 índies.

Els estudis genètics de Parsis del Pakistan mostren un fort contrast entre les dades genètiques obtingudes de l'ADN mitocondrial (ADNmt) i l'ADN del cromosoma Y (ADN-Y), diferents de la majoria de poblacions. Els registres històrics suggereixen que s'havien traslladat de l'Iran a l'Índia, primer a Gujarat i després a Bombai i Karachi. Segons ADN-Y, s'assemblen a la població iraniana, que dóna suport als registres històrics. Quan es compara el conjunt d'ADNmt amb els iranians i els gujaratis (les seves poblacions parentals putatives), va contrastar les dades d'ADN-Y. Els parsis tenen una alta freqüència d' haplogrup M (55%), similar als indis, que és només un 1,7% en la mostra combinada iraniana. Segons els resultats de la investigació, hi ha un contrast notable entre els components materns i paterns de la població parsi. Malgrat la seva petita mida de població, l'alta diversitat observada tant en els llinatges de l'ADN-Y com de l'ADNmt suggereix que un fort efecte de deriva és improbable. Els estudis suggereixen una migració mediada per homes dels avantpassats parsi de l'Iran a Gujarat on es van barrejar amb la població femenina local durant els assentaments inicials, que finalment va provocar la pèrdua d'ADNmt iranià.

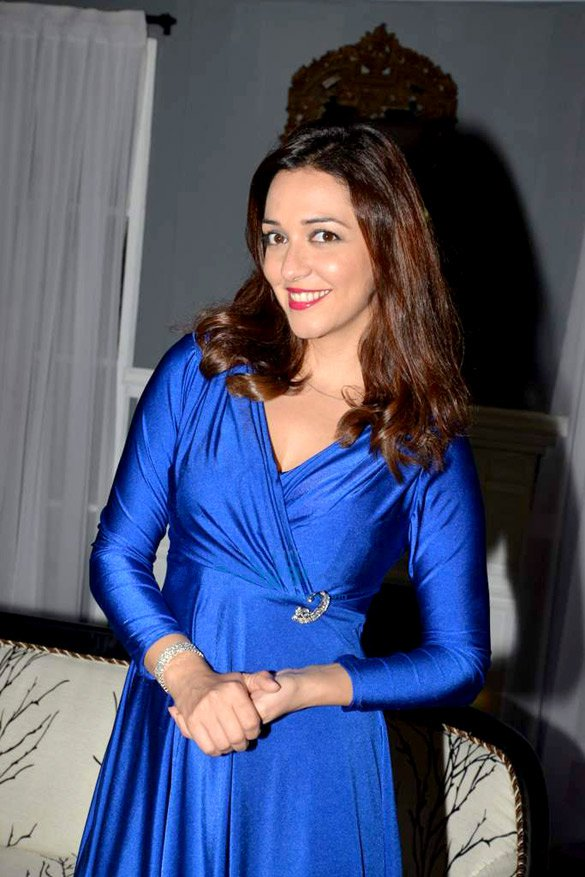
Nauheed Cyrusi Actriu, model i VJ

L'absència de senyals mutacionals d'ADN relacionats amb el càncer de pulmó entre Parsis apunten a les pràctiques socials de no fumadors distintives de la comunitat, que s'han practicat durant mil·lennis. A més, els parsis tenen una alta prevalença de longevitat com a característica genètica. Tanmateix, s'ha demostrat que els parsis tenen altes taxes de càncer de mama càncer de bufeta, deficiència de glucosa-6-fosfat deshidrogenasa i malaltia de Parkinson.

## Gent Parsi notable
DL Sheth, l'antic director del Centre per a l'Estudi de les Societats en Desenvolupament (CSDS), enumera les comunitats índies que constituïen la classe mitjana i que tradicionalment eren "urbanes i professionals" (seguint professions com metges, advocats, professors, enginyers, etc. ) immediatament després de la partició índia el 1947 . Aquesta llista incloïa els pandits de Caixmir, els brahmans nagar de Gujarat, els brahmanes del sud de l'Índia, els khatris i Kayastha punjabi del nord de l'Índia, els chitpavans i els CKP de Maharashtra ; Bengali Probasis i Bhadraloks, els Parsis, així com els esglaons superiors de les comunitats cristianes índies i musulmanes índies a tot el país. Segons Pavan K. Varma, "L'educació era un fil conductor que unia aquesta elit panindia"; gairebé tots els membres d'aquestes comunitats sabien llegir i escriure en anglès i van rebre una educació més enllà de les institucions escolars habituals.
Els parsis han fet contribucions considerables a la història i al desenvolupament de l'Índia, encara més notable tenint en compte el seu petit nombre. Com al·ludeix la màxima "Parsi, el teu nom és caritat", la seva contribució més destacada és la seva filantropia.
Tot i que el nom del seu poble Parsi prové de la paraula persa per a una persona persa, en sànscrit el terme significa "el que dóna almoina".
Mahatma Gandhi assenyalaria en una declaració molt mal citada: "Estic orgullós del meu país, l'Índia, per haver produït l'esplèndid estirp zoroastrià, en nombre per sota del menyspreu, però en caritat i filantropia potser sense igual i certament insuperable". Diversos llocs de referència de Bombai porten el nom de Parsis, inclòs Nariman Point. El turó de Malabar a Bombai és la llar de diversos parsis prominents. Els parsis prominents en el moviment independentista indi inclouen Pherozeshah Mehta, Dadabhai Naoroji i Bhikaiji Cama.
Particularment notables Parsis en els camps de la ciència i la indústria inclouen el físic Homi J. Bhabha, el científic nuclear Homi N. Sethna, els industrials JRD Tata i Jamsetji Tata, considerats com el "pare de la indústria índia", i el magnat de la construcció Pallonji Mistry. Les famílies Godrej, Mistry family, Tata, Petit, Cowasjee, Poonawalla i Wadia són importants famílies industrials parsi.
Altres persones de negocis Parsi notables inclouen Ratan Tata, Cyrus Mistry, Ratanji Dadabhoy Tata, Dinshaw Maneckji Petit, Ness Wadia, Neville Wadia, Jehangir Wadia i Nusli Wadia — tots ells relacionats pel matrimoni amb Muhammad Ali Jinnah, el fundador del Pakistan. L'esposa de Mohammad Ali Jinnah, Rattanbai Petit, va néixer en dues de les famílies Parsi Petit – Tata, i la seva filla Dina Jinnah estava casada amb l'industrial parsi Neville Wadia, descendent de la família Wadia . Altres homes de negocis notables inclouen Cyrus Poonawalla i el seu fill Adar Poonawalla. El marit de la primera ministra indià Indira Gandhi i gendre de Jawaharlal Nehru, Feroze Gandhi, era un parsi amb arrels ancestrals a Bharuch.